# Bettencourt-Rivière
Bettencourt-Rivière é uma comuna francesa na região administrativa de Altos da França, no departamento de Somme. Estende-se por uma área de 7,38 km². Em 2010 a comuna tinha 228 habitantes (densidade: 30,9 hab./km²).